# スパルディング・ビルディング
スパルディング（英: Spalding Building）は、アメリカ合衆国オレゴン州ポートランドの中心街にある歴史的なオフィスビル。オレゴン・バンク・ビルディング（英: Oregon Bank Building）を旧称とする。1982年に国家歴史登録財に登録された。
建築家キャス・ギルバートは、ニューヨークのウールワース・ビルディングに取り掛かっていた頃、ポートランドでアメリカ・ルネサンス様式に基づくスパルディング・ビルディングにも着手していた。1911年に竣工を迎えたスパルディング・ビルディングは、当時、超高層建築物として考えられた。